# Bomba de rebote

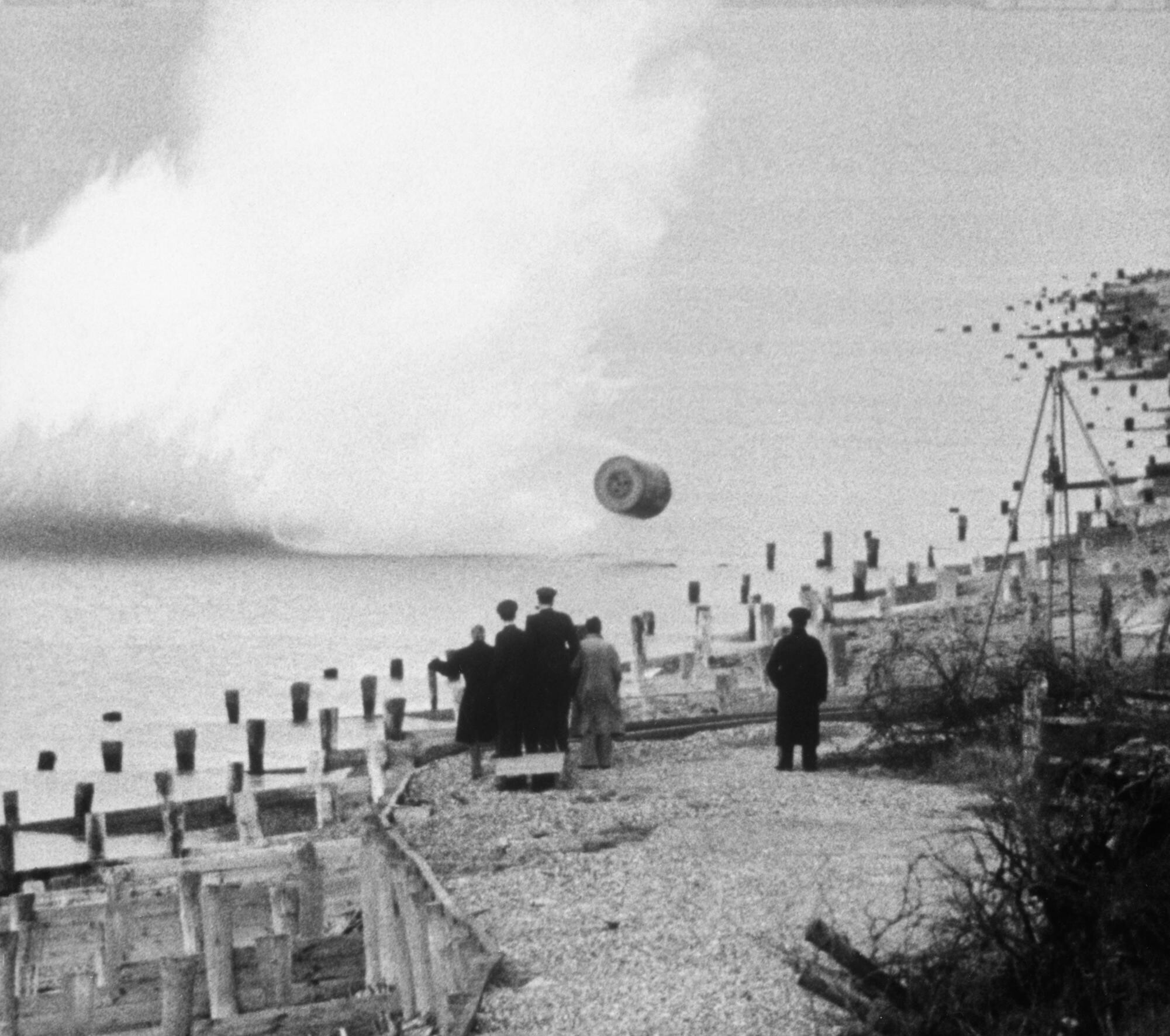
Prueba de una bomba de rebote en una playa en 1943 (entre los observadores esta Barnes Wallis)

Las bombas de rebote (en inglés bouncing bombs) fueron una clase de bombas diseñadas durante la Segunda Guerra Mundial por el ingeniero inglés Barnes Wallis para rebotar sobre la superficie del agua, permitiendo así alcanzar objetivos marítimos protegidos por defensas de redes contra torpedos. Una versión modificada se utilizó en el bombardeo aéreo contra las instalaciones industriales del valle del Ruhr en mayo de 1943 para destruir las represas del valle, algo imposible de lograr por medios convencionales debido al efecto amortiguador del agua y al tamaño de las estructuras.
En su diseño final, las bombas de rebote tenían forma cilíndrica; antes de su lanzamiento, un motor las hacía girar sobre su eje longitudinal para que, al impactar contra el agua, rebotasen esquivando las redes antitorpedo. Al llegar a la presa, se hundían, y gracias a un sistema de espoletas hidrostáticas estallaban en la base misma de la presa. De ese modo, el rebote del agua impulsado por la onda expansiva contribuía a demoler la represa.

## Bombas rebotantes británicas

Animación del principio de la bomba de rebote. La bomba cae cerca de la superficie de un embalse. Debido a que se mueve casi horizontalmente, a alta velocidad y con efecto de retroceso, rebota varias veces en lugar de hundirse. Cada rebote es más pequeño que el anterior. La "carrera de la bomba" se calcula de modo que en su rebote final, la bomba llegue cerca del objetivo, donde se hunde. Un detonador hidrostático hace que explote a la profundidad adecuada, creando ondas de choque destructivas

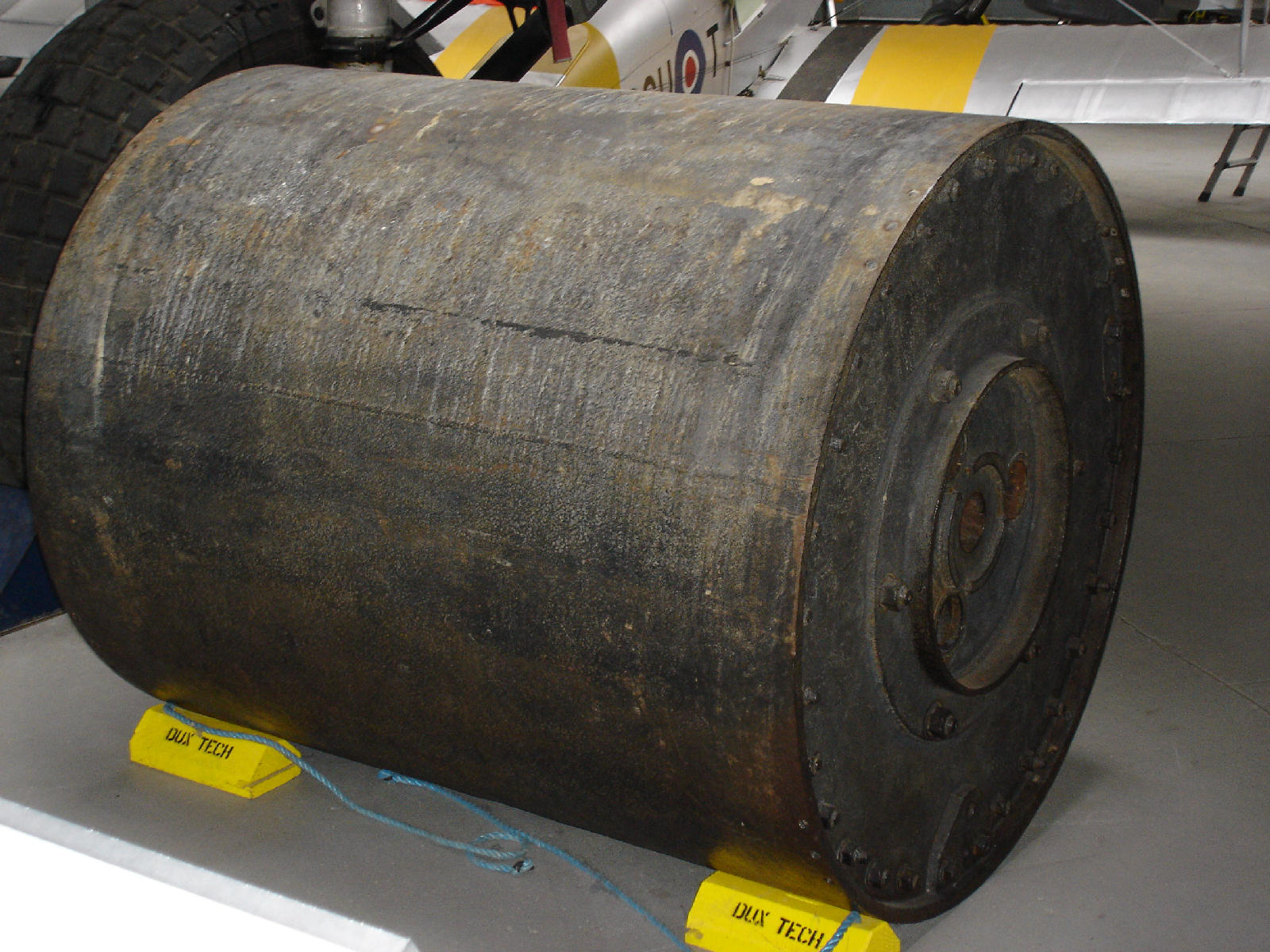
Bomba de rebote en el Museo Imperial de Duxford

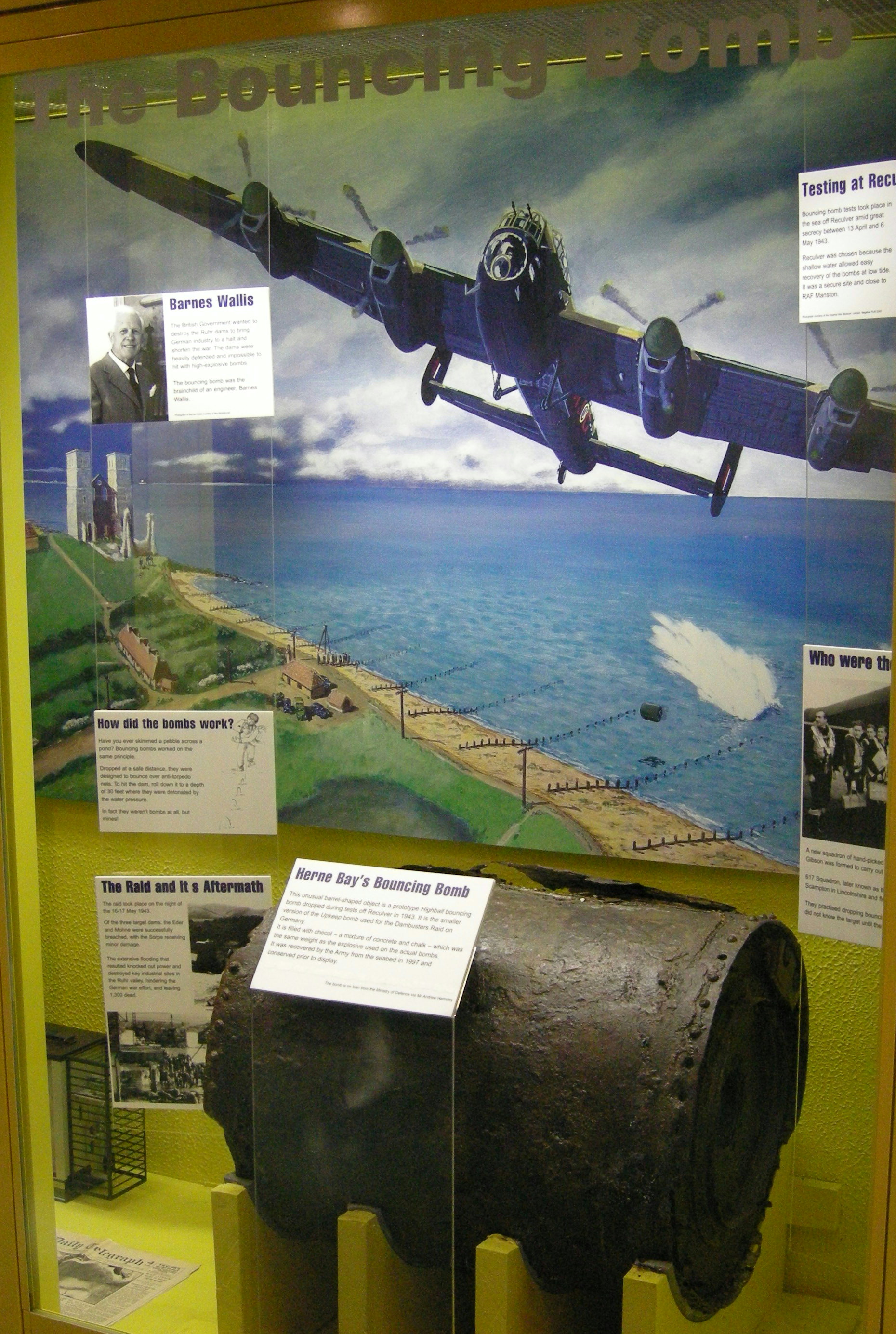
Restos de un prototipo de prueba de Highball recuperado en Reculver en 1997, ahora en el Museo de Herne Bay

Barnes Wallis, en un artículo publicado en abril de 1942 titulado "Bomba esférica -Torpedo de superficie" describía un método de ataque en el que una bomba rebotaba en el agua hasta que alcanzaba su objetivo y luego se hundía para explotar bajo el agua, como una carga de profundidad. Hacer que rebotara en la superficie permitiría apuntar directamente a su objetivo, mientras se evitaban las defensas submarinas, así como algunas sobre la superficie, y se aprovecharía el efecto de "pulso de burbuja" típico de las explosiones submarinas, aumentando considerablemente su eficacia: el documento de Wallis identificaba objetivos adecuados como presas hidroeléctricas "y buques flotantes amarrados en aguas tranquilas como los fiordos noruegos".
Ambos tipos de objetivos ya eran de gran interés para los militares británicos cuando Wallis escribió su artículo (que en sí mismo no fue el primero en el tema). Las presas hidroeléctricas alemanas habían sido identificadas como importantes objetivos de bombardeo antes del estallido de la Segunda Guerra Mundial, pero las bombas y los métodos de bombardeo existentes tenían poco efecto sobre estas estructuras masivas, puesto que estaban protegidas con redes del ataque de torpedos convencionales y aún no se había creado un medio práctico para destruirlas.
En 1942, los británicos buscaban un medio para destruir al acorazado alemán Tirpitz, que representaba una amenaza para el envío de suministros de los aliados en el Atlántico norte, y que ya había sobrevivido a varios intentos británicos de destruirlo. Durante este tiempo, el Tirpitz se mantuvo a salvo de ataques al estar amarrado en fiordos noruegos, donde tuvo el efecto de un "flota de disuasión". En consecuencia, el arma propuesta por Wallis atrajo la atención del mando y se sometió a pruebas y desarrollo activos.
El 24 de julio de 1942, se produjo una demostración "espectacularmente exitosa" del potencial del arma cuando una presa redundante en Nant-y-Gro, cerca de Rhayader, en Gales, fue destruida por una mina que contenía 279 libras (127 kg) de explosivo, detonado contra el costado de la presa, bajo el agua, en una prueba realizada por AR Collins, un oficial científico del Laboratorio de Investigación Vial, que entonces tenía su base en Harmondsworth, Middlesex.
A.R. Collins se encontraba entre un gran número de personas, además de Barnes Wallis, que hicieron contribuciones de gran alcance al desarrollo de la bomba de rebote y su método de lanzamiento contra a un objetivo, en la medida en que, en un artículo publicado en 1982, el propio Collins manifestó que era evidente que Wallis "no jugó un papel "importantísimo" en el desarrollo del proyecto y, en particular, otras personas aportaron contribuciones muy significativas, como por ejemplo Sir William Glanville, Dr. G. Charlesworth, Dr. AR Collins y otros del Laboratorio de Investigación Vial". Sin embargo, la modificación de un bombardero Vickers Wellington, a cuyo diseño había contribuido el propio Wallis, para trabajar en las primeras pruebas de su arma propuesta, se ha citado como un ejemplo de cómo Wallis "habría sido el primero en reconocer" las contribuciones de otros. Además, en palabras de Eric Allwright, quien trabajaba en la oficina de diseño para Vickers-Armstrong en ese momento, "Wallis estaba tratando de hacer su trabajo ordinario [para Vickers Armstrongs], así como desempeñar numerosas otras funciones: estaba en el Ministerio de Producción Aeronáutica, en Fort Halstead y en todas partes ". La presión de Wallis y sus documentos, ideas y desarrollos en curso sobre las autoridades relevantes, ayudó a asegurar que el desarrollo continuara; siendo el diseñador principal de los modelos, prototipos y versiones "en vivo" del arma; y, quizás lo más significativo, fue Wallis quien explicó el arma en la sesión informativa final a las tripulaciones de la RAF antes ejecutar el plan previsto en la Operación Chastise, para usar uno de sus diseños en combate.
Una característica distintiva del arma, agregada en el curso del desarrollo, fue el giro hacia atrás, que mejoró la altura y la estabilidad de su vuelo y su capacidad para rebotar, y ayudó al arma a permanecer en contacto con, o al menos muy cerca de su objetivo. El retrogiro es una característica normal en el vuelo de las bolas de golf, debido a la forma en que son golpeadas por el palo, y es quizás por esta razón que todas las formas del arma que se desarrollaron fueron conocido genéricamente como "Minas de golf", y algunos de los prototipos esféricos presentaban hoyuelos.
En noviembre de 1942 se decidió idear una versión más grande del arma de Wallis para usarla contra presas y una más pequeña para usarla contra barcos. Sus  nombres en clave eran "Upkeep" y "Highball" respectivamente. Aunque cada versión se deriva de lo que originalmente se concibió como una bomba esférica, los primeros prototipos de "Upkeep" y "Highball" consistían en una bomba cilíndrica dentro de una carcasa esférica. El desarrollo, las pruebas y el uso de "Upkeep" y "Highball" debían llevarse a cabo simultáneamente, ya que era importante mantener el elemento sorpresa: si se usara una de ellas contra un objetivo de forma independiente, se temía que las defensas alemanas para objetivos similares se fortalecieran, inutilizando a la otra. Sin embargo, el "Upkeep" se desarrolló con una fecha límite, ya que su máxima efectividad dependía de que las presas objetivo estuvieran lo más llenas posible gracias a las lluvias estacionales, y la fecha límite para esto se fijó para el 26 de mayo de 1943. A medida que se acercaba esta fecha, "Highball" permaneció en desarrollo, mientras que el desarrollo de "Upkeep" se había completado y se tomó la decisión de utilizar "Upkeep" de forma independiente.
En enero de 1974 se cumplieron los 30 años de antigüedad de numerosos documentos reservados de la Segunda Guerra Mundial, y se publicaron archivos secretos del gobierno británico relacionados tanto con "Upkeep" como con "Highball", aunque los detalles técnicos de las armas ya se habían publicado en 1963.

### Upkeep

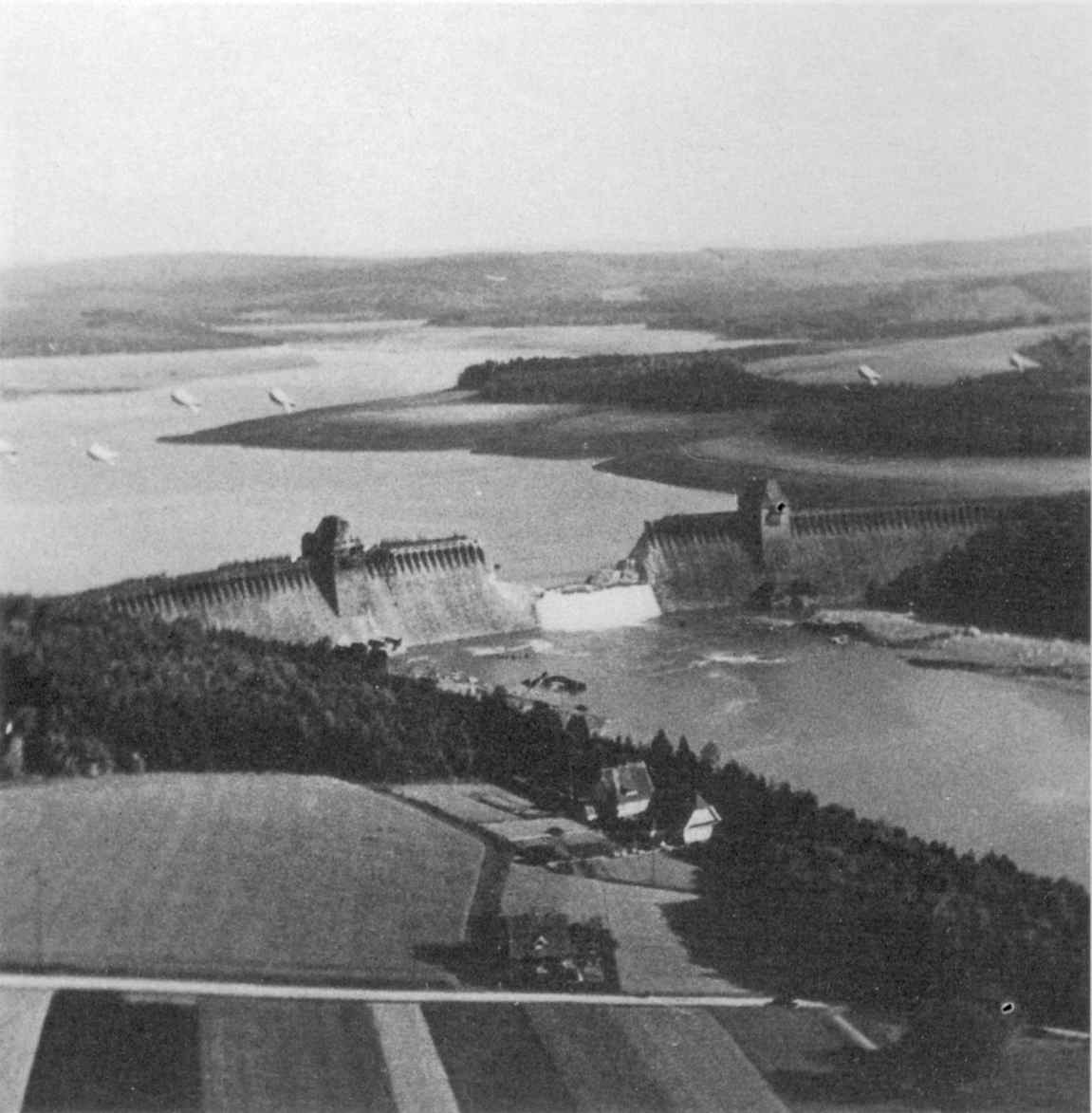
La presa de Möhne, tras ser atacada con bombas Upkeep

Las pruebas de los prototipos de "Upkeep" con relleno inerte se llevaron a cabo en Chesil Beach, Dorset, volando desde la base de la RAF en Warmwell en diciembre de 1942, y en Reculver, Kent, volando desde la base de Manston en abril y mayo de 1943. Al principio se usó un bombardero Vickers Wellington. Sin embargo, las dimensiones y el peso de una "Upkeep" de tamaño completo era tal que solo podía ser transportada por el bombardero británico más grande disponible en ese momento, el Avro 683 Lancaster, que incluso tuvo que someterse a modificaciones considerables para poder transportarla. En las pruebas, se encontró que La carcasa esférica de "Upkeep" se rompería al impactar con el agua, pero el cilindro interior que contenía la bomba continuaría avanzando sobre la superficie del agua de la forma prevista. Como resultado, la carcasa esférica de "Upkeep" se eliminó del diseño. El desarrollo y las pruebas concluyeron el 13 de mayo de 1943 con el lanzamiento de una bomba "Upkeep" cilíndrica 5 millas (8 km) mar adentro en Broadstairs, Kent, momento en el que Wallis había especificado que la bomba debía lanzarse "precisamente" 60 pies (18 m) sobre el agua y a 232 millas por hora (373,4 km/h) de velocidad respecto a tierra, con un retrogiro de 500 rpm: la bomba "rebotó siete veces y cubrió unas 800 yardas, tras lo que se hundió y detonó".
En la noche del 16 al 17 de mayo de 1943, durante la Operación Chastise se atacaron las presas de la Región del Ruhr en Alemania, utilizando "Upkeep". Se rompieron dos presas, lo que provocó inundaciones y daños generalizados y la pérdida de vidas. Posteriormente, sería objeto de debate la importancia de este ataque sobre el progreso de la guerra. Las pérdidas británicas durante la operación fueron cuantiosas; ocho de los 19 aviones atacantes no regresaron, junto con 53 de las 113 tripulaciones aéreas de la RAF. La "Upkeep" no se volvió a utilizar operativamente. Cuando terminó la guerra, las bombas operativas restantes habían comenzado a deteriorarse y fueron arrojadas al Mar del Norte sin sus dispositivos de detonación.

### Highball

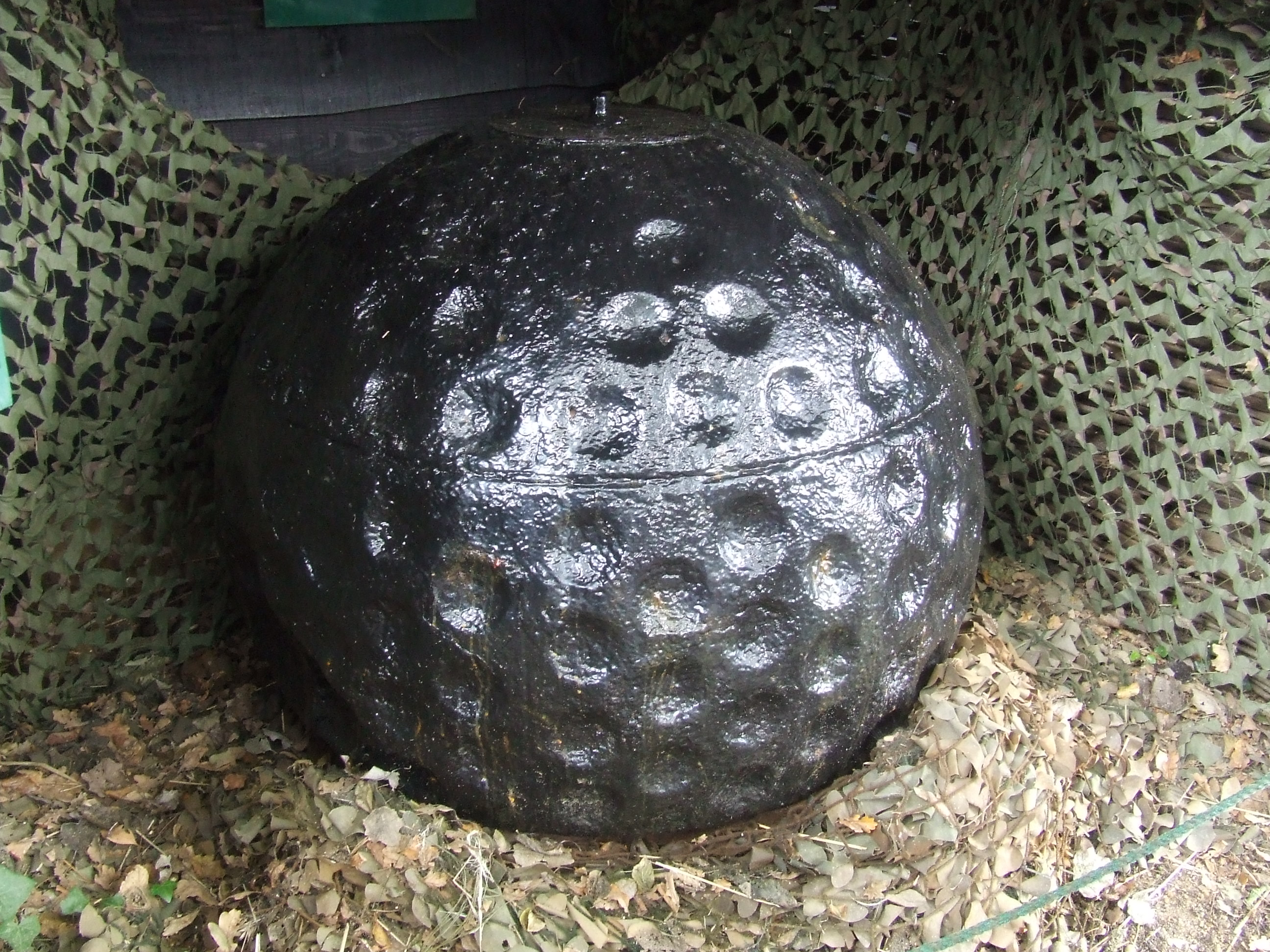
Highball prototipo de bomba de rebote, ahora en exhibición en Abbotsbury Swannery

En abril de 1942, el propio Wallis había descrito su idea como "un arma esencialmente para la Fuerza Aérea Naval". Este aspecto naval sería reforzado por una nota emitida por el primer ministro británico Winston Churchill, en febrero de 1943, preguntando "¿Se ha renunciado a todos los planes para hacer algo al Tirpitz mientras está en Trondheim? ... Es algo terrible que este premio nos esté esperando y nadie sea capaz de pensar en una forma de ganarlo". Sin embargo, la "Highball" se desarrolló finalmente como un arma de la RAF para su uso contra varios objetivos, incluido el "Tirpitz".
A partir de noviembre de 1942, el desarrollo y las pruebas de la "Highball" continuaron junto con las de la "Upkeep", incluido el lanzamiento de prototipos tanto en Chesil Beach como en Reculver. Si bien los primeros prototipos lanzados en Chesil Beach en diciembre de 1942 fueron los precursores de ambas versiones de la bomba, los lanzados en Chesil Beach en enero y febrero de 1943 y en Reculver en abril de 1943 incluían prototipos de la "Highball". Fueron lanzados por el bombardero Wellington modificado y en Reculver por un de Havilland Mosquito B Mk IV modificado, uno de los dos asignados a Vickers Armstrong para este propósito. A principios de febrero de 1943, Wallis imaginó que la "Highball" "contiene una carga de 500 lb (226,8 kg) en un cilindro rodeado por una esfera de 35 plg (88,9 cm) con (un peso total) de 950 lb (430,9 kg)", y un Mosquito modificado podría llevar dos de estas armas.
La "Highball" nunca se usó operativamente: el 12 de noviembre de 1944, en la Operación Catechism, un Lancaster con una bomba Tallboy hundió su objetivo principal, el "Tirpitz". Otros objetivos potenciales se habían considerado durante el desarrollo de la "Highball" y también posteriormente, como los barcos de la marina italiana, canales, diques secos, bases de submarinos y túneles ferroviarios (para los que se realizaron pruebas en 1943). Pero Italia se rindió en septiembre de 1943 y los otros objetivos fueron descartados como impracticables.
En enero de 1945, en las instalaciones experimentales de Vickers en Foxwarren, cerca de Cobham (Surrey), se adaptó un Douglas A-26 Invader de la USAAF para transportar dos "Highball" casi completamente encerradas en la bahía de bombas, utilizando partes de la adaptación de un Mosquito. Después de una breve prueba de vuelo en el Reino Unido, el kit se envió a la Base de la Fuerza Aérea Wright-Patterson, en Ohio, y se instaló en un A-26C Invader. También se enviaron veinticinco "Highball" inertes, rebautizadas como bombas "Speedee", para su uso en las pruebas de la USAAF, llevadas a cabo sobre Choctawhatchee Bay, cerca de Eglin Field, Florida, pero el programa fue abandonado, después de que la bomba rebotara y chocase con el A-26C-25-DT Invader 43-22644 en Water Range 60, causando la pérdida del fuselaje trasero, produciendo un accidente fatal el 28 de abril de 1945.

### Baseball
Además de los dos tipos enumerados anteriormente, el Almirantazgo propuso un arma más pequeña para su uso en lanchas torpederas en diciembre de 1942. Conocida como "Baseball", sería un arma lanzada desde un tubo. Con un peso de 300 libras (136,1 kg), del que la mitad sería de explosivo, su alcance estimado era de 1000 a 1200 yardas (914,4 a 1097,3 m).

## Bomba de rebote alemana

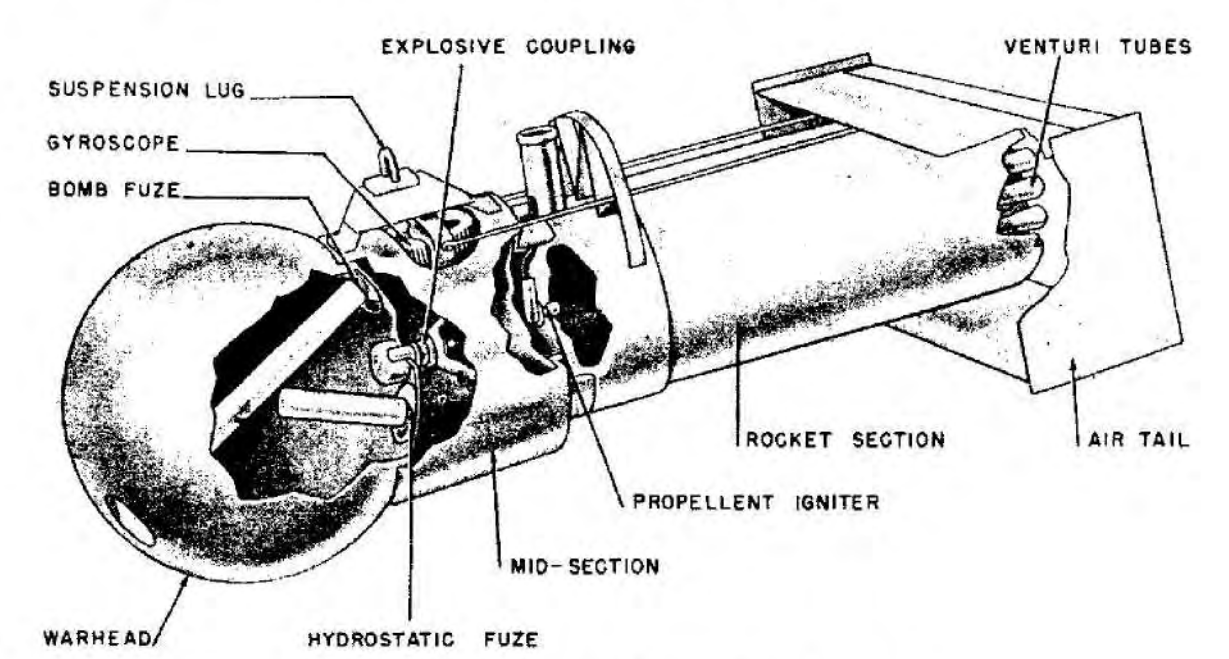
Un diagrama de posguerra de una "Kurt" alemana, bomba de rebote impulsada por cohetes.

Después de la Operación Chastise, las fuerzas alemanas descubrieron una bomba "Upkeep" intacta en los restos del Lancaster comandado por el teniente Barlow, que había golpeado un cable de alta tensión en Haldern, cerca de Rees, Alemania, estrellándose. La bomba no había sido lanzada y el avión se había estrellado en tierra, sin disparar ninguno de los dispositivos de detonación. Posteriormente, los alemanes construyeron una versión de "Upkeep" con un peso de 385 kilogramos (848,8 lb), conocida con el nombre en código de "Kurt" o "Emil". Se desarrolló en el Erprobungsstelle de la Luftwaffe, un "lugar de pruebas" situado en la costa alemana del Báltico, en Travemünde (uno de la red de cuatro establecimientos de este tipo en la Alemania nazi). La importancia del retroceso no se entendió y las pruebas realizadas con un Focke-Wulf Fw 190 demostraron ser peligrosas para la aeronave, ya que la bomba mantenía la velocidad con la que se lanzaba. Los intentos de rectificar este problema con cohetes impulsores fracasaron, y el proyecto se canceló en 1944.

## Recreando una bomba de rebote
En 2011, se inició un proyecto para recrear una operación de los "Dambusters" (cazadores de presas). Buffalo Airways fue seleccionada como la compañía elegida para volar la misión, con su propio avión y pilotos, para lo que debería soltar una bomba de rebote "Upkeep" recreada desde un Douglas DC-4. El proyecto se filmó para los documentales de televisión Dambusters Fly Again en Canadá y Australia,  Dambusters: Building the Bouncing Bomb en el Reino Unido y para el episodio de Nova titulado Bombing Hitler's Dams en los Estados Unidos. Implicó lanzar una réplica de una bomba ficticia, que funcionó como se esperaba al golpear una presa que había sido construida especialmente para la prueba; y que sería posteriormente destruida por una carga colocada donde había caído la bomba. La filmación del documental se documentó como parte del Ice Pilots NWT, un serial de telerrealidad que sigue a Buffalo Airways, en el episodio 2 de la temporada 3 de "Dambusters".

## Referencias

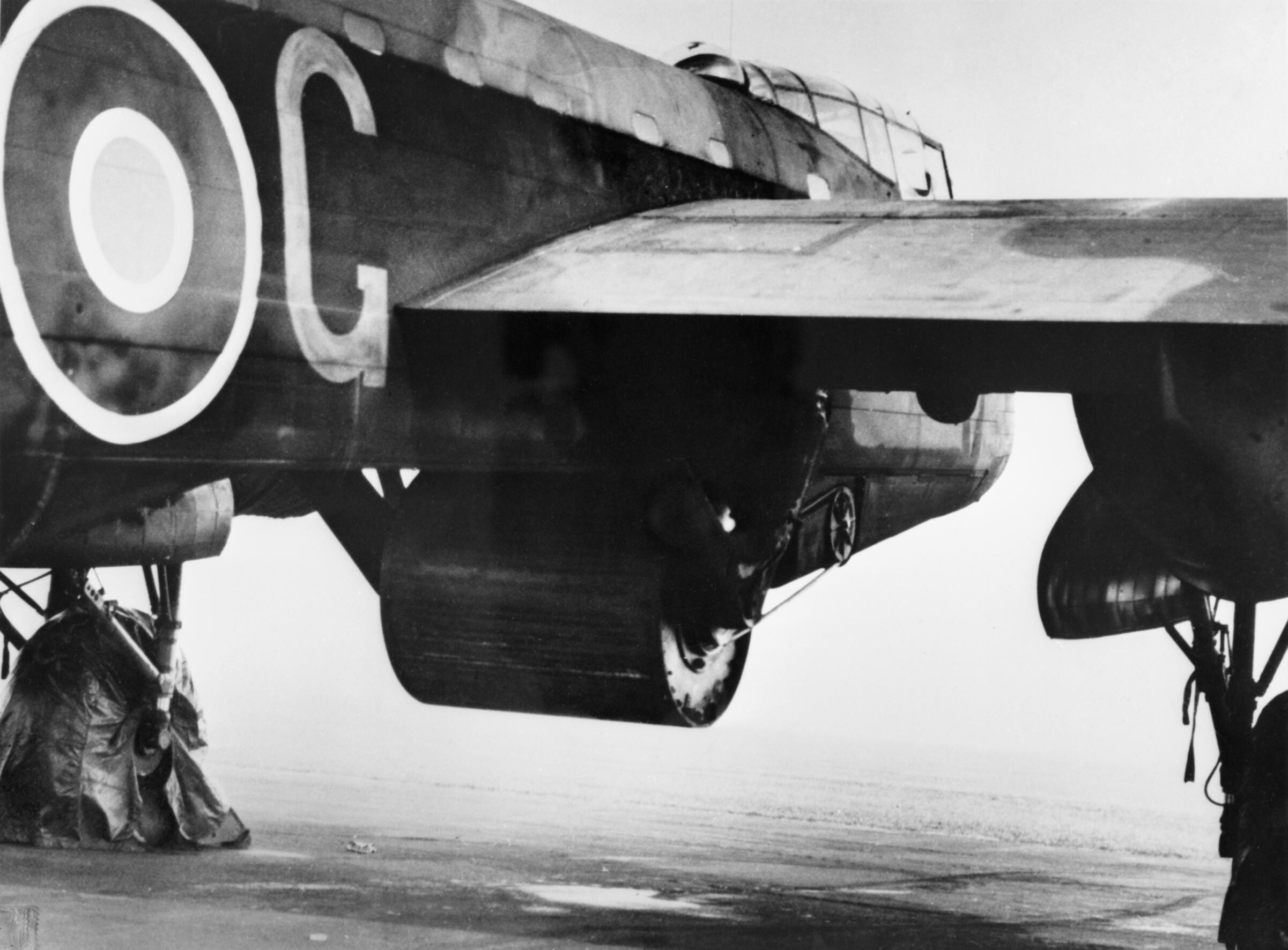
"Upkeep" en posición en la bahía de bombas del Lancaster de Guy Gibson

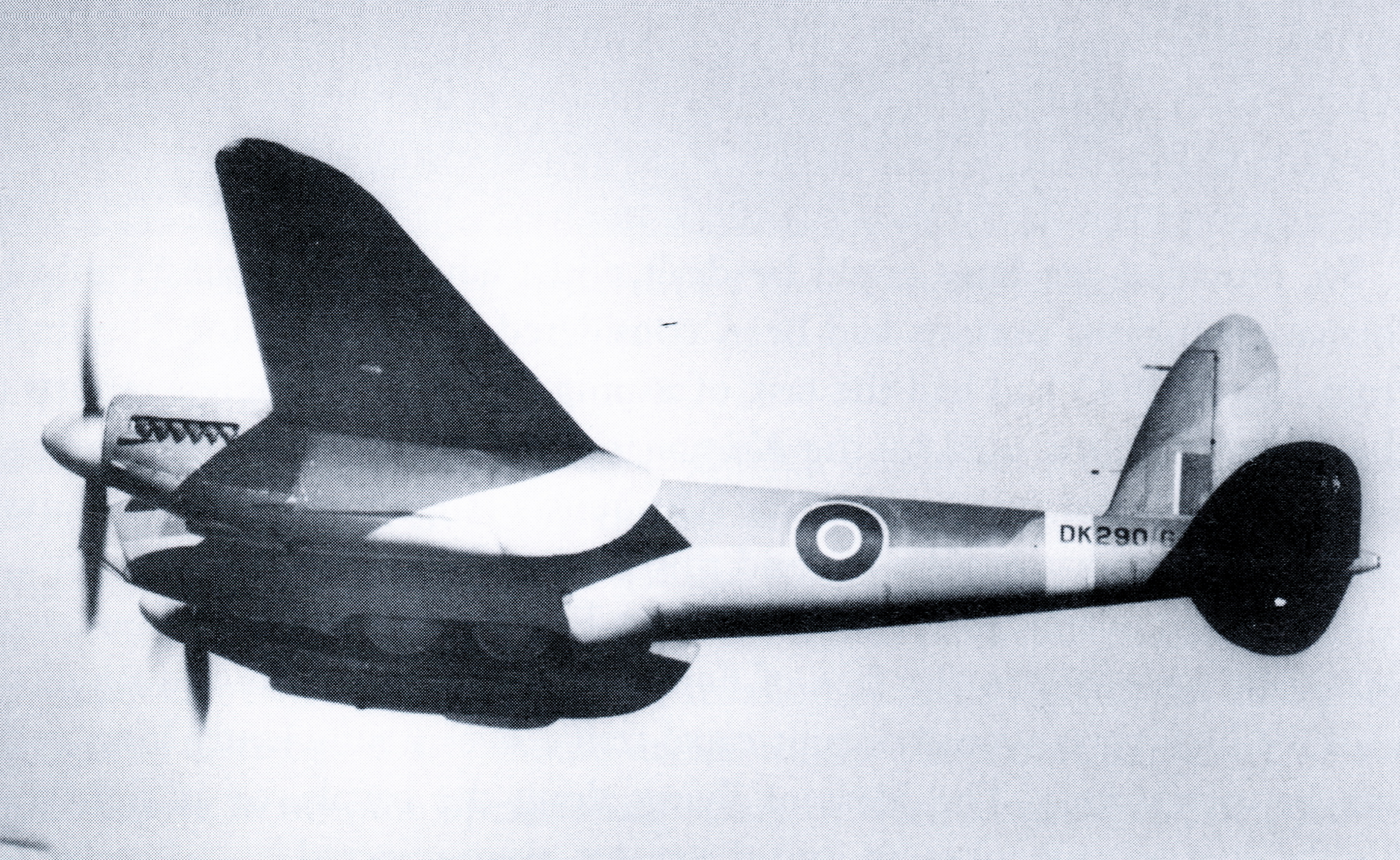
Prototipos de Highball en la bahía de bombas modificada de un De Havilland Mosquito DK290/G. El sufijo 'G' se aplicó a la serie de algunos aviones experimentales (no de escuadrón operativo), para indicar que debían estar vigilados en todo momento mientras estuvieran en tierra, debido a su naturaleza de alto secreto.

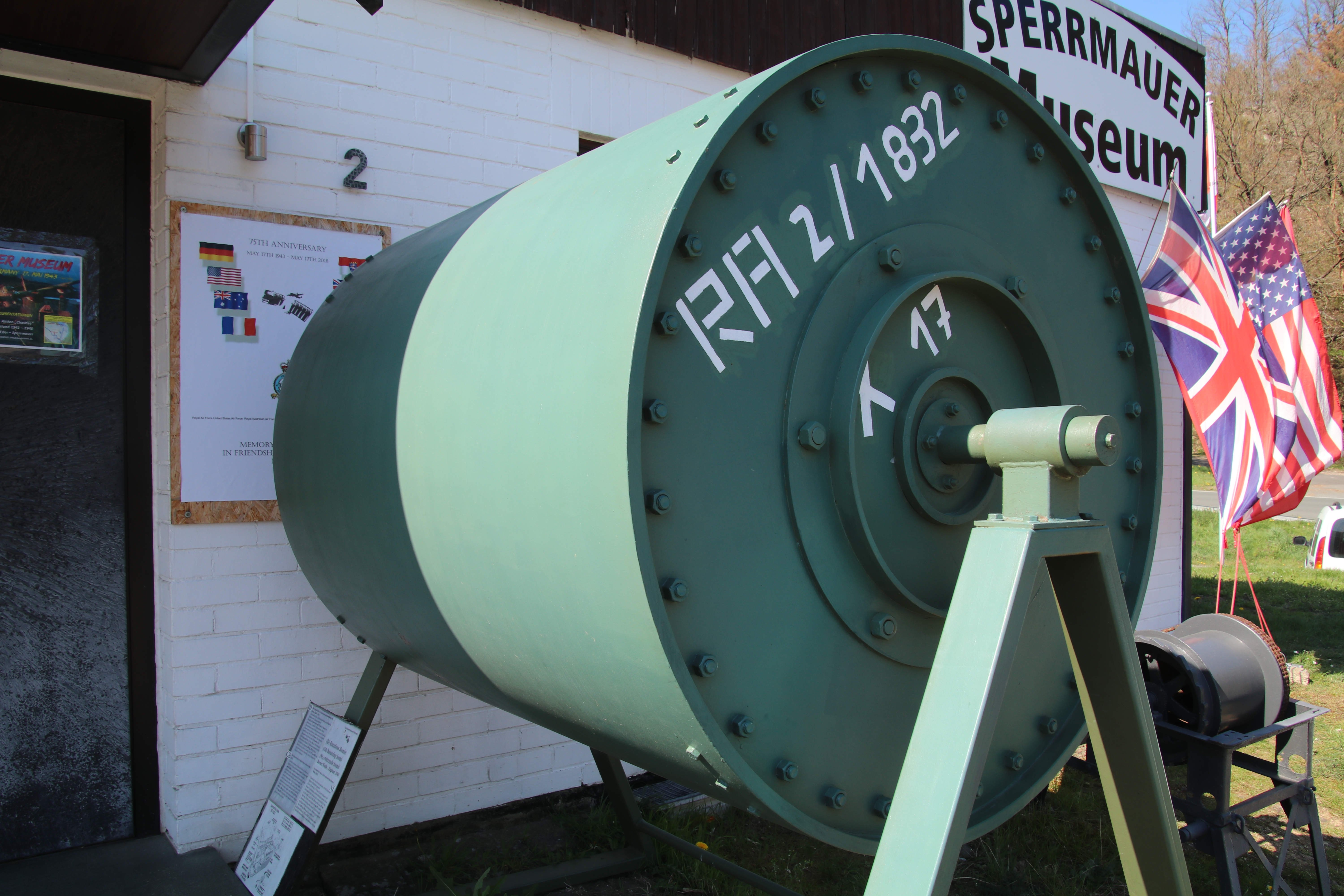
Bomba de rebote modelo "Upkeep". Museo Sperrmauer Edersee.

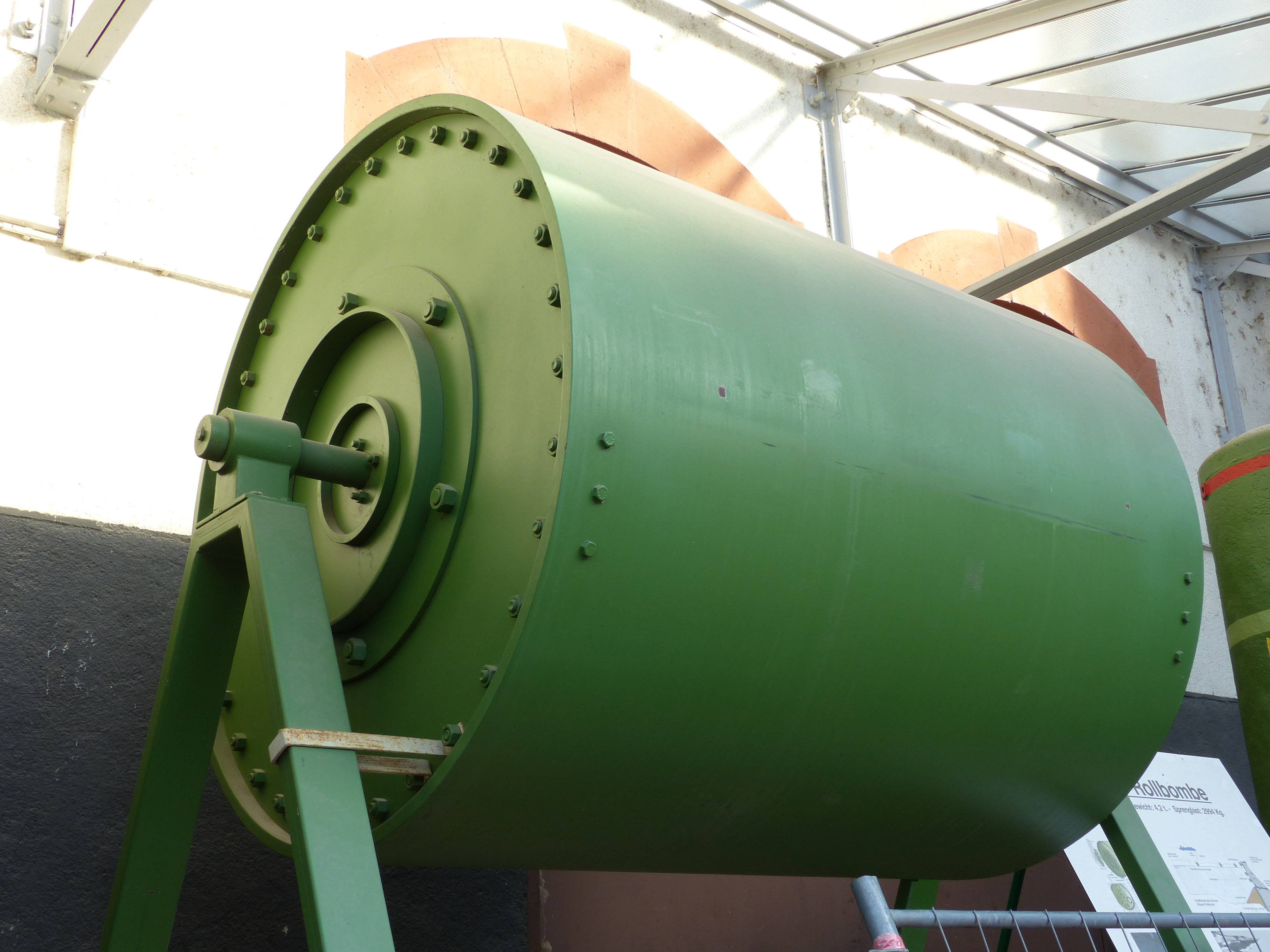
Bomba de rebote modelo "Upkeep". Studiensammlung Koblenz.

### Bibliography
- Flower, Stephen (2002). A Hell of a Bomb. Tempus. ISBN 0-7524-2386-X
- Flower, Stephen (2004). Barnes Wallis' bombs : Tallboy, Dambuster & Grand Slam. Tempus. ISBN 0-7524-2987-6 (Hardback edition of A Hell of a Bomb)
- Gardner, Robert (2006). From Bouncing Bombs To Concorde. Sutton Publishing. ISBN 0-7509-4389-0
- Johnsen, Frederick A. (1999). Douglas A-26 Invader (Warbird Tech Series Vol.22). Minnesota: Specialty Press Publishers. pp. 85–90. ISBN 1-58007-016-7
- Morpurgo, Jack Eric (1981). Barnes Wallis: A Biography. Ian Allan ISBN 0-7110-1119-2
- Morris, R. (ed.) (2008). Breaching the German Dams Flying into History, RAF Museum
- Murray, Iain (2009). Bouncing-Bomb Man: the Science of Sir Barnes Wallis. Haynes. ISBN 978-1-84425-588-7
- Simons, Graham M. (1990). Mosquito: The Original Multi-Role Aircraft. Arms & Armour. ISBN 0-85368-995-4
- Sweetman, John (1999). The Dambusters Raid. Cassell. ISBN 0-304-35173-3
- Sweetman, John (2002). "Barnes Wallis’s other bouncing bomb Part 1: Operation Tirpitz and the German dams", in RAF Air Power Review, 5 (2), Summer 2002 (pp. 104–21) https://web.archive.org/web/20081206130931/http://www.raf.mod.uk/rafcms/mediafiles/49889B7E_1143_EC82_2E34B486AD92DC17.pdf
- Sweetman, John (2002). "Barnes Wallis's other bouncing bomb Part 2: Target Tirpitz", in RAF Air Power Review, 5 (3), Autumn 2002 (pp. 47–57) https://web.archive.org/web/20091210134304/http://www.raf.mod.uk/rafcms/mediafiles/49848DB1_1143_EC82_2E0567AC78C3FB24.pdf